# Braetsmolen
De Braetsmolen (ook: Oostmolen of De Wieke) is een molenrestant in de West-Vlaamse plaats Oostkamp, gelegen aan Brugsestraat 9.

## Geschiedenis
De molen werd gebouwd in 1840 als een ronde stenen molen van het type stellingmolen. De molen fungeerde als korenmolen en oliemolen. In 1890 werd de molen aangekocht door Alfons Braet.
In 1891 werd een stoommachine geïnstalleerd om de nieuwe oliemolen aan te drijven. Braet bouwde er in 1904 de brouwerij Help u zelve bij en ook kwam er een steenkoolhandel op het terrein.
In 1925 was er ook in de maalderij een motoraandrijving, waarop in 1935 het gevlucht werd verwijderd. In 1955 stopte de brouwerij en werd de molenromp nog als opslagplaats gebruikt. Toen de molen in eigendom kwam van Julien Braet, die brandweercommandant was, werd de molen als opslag voor brandweermateriaal gebruikt.
In 1975 werd de molenromp verkocht aan een aannemer die deze romp opknapte en in 1992 verkocht, waarop een kaarsengieterij en een cafetaria in de molen werd gevestigd. In 1999 werd de romp aangekocht door de gemeente, die er culturele bijeenkomsten in liet houden.

## Molen
De romp is 19 meter hoog en heeft vier zolders. Het maalwerk is verwijderd.
- Inventaris van het Bouwkundig Erfgoed (Vlaanderen): 87848